# Leucotabanus albovarius
Leucotabanus albovarius är en tvåvingeart som först beskrevs av Walker 1854.  Leucotabanus albovarius ingår i släktet Leucotabanus och familjen bromsar. Inga underarter finns listade i Catalogue of Life.